# International Astronomical Youth Camp
International Astronomical Youth Camp (IAYC) est un camp d'été annuel pour jeunes adultes ayant pour centre d'interêt l'astronomie. Fondée en 1969, IAYC s'est déroulé dans plus de 30 pays, dont l'Europe, l'Afrique du Nord et le Proche-Orient. Le but principal du camp est, en dehors de d'amuser à pratiquer l'astronomie en groupe, de réunir des personnes provenant de diverses régions du globe, en les encourageant à travailler ensemble, et à en apprendre plus sur la science.
Depuis 1969, plus de 1500 "astronomes" ont pris part à IAYC.